# Понто, Эрих
Эрих Йоханнес Бруно Понто (нем. Erich Johannes Bruno Ponto;14 декабря 1884[…], Любек — 14 февраля 1957 или 4 февраля 1957, Штутгарт) — немецкий актёр театра и кинематографа.

## Биография
Родился в Любеке в семье торговца. После того, как его семья переехала в Гамбург-Эймсбюттель, учился в гимназии в Альтоне и после экзамена в высшей школе начал изучение фармацевтики в Мюнхенском университете, где  посещал лекции, прочитанные Вильгельмом Конрадом Рентгеном. Увлеченный актёрским мастерством уже во время учёбы, Понто брал уроки драмы с 1906 года.
Понто дебютировал на сцене в Городском театре Пассау в 1908 году, после чего выступал в Нордхаузене, Райхенберге и Дюссельдорфе.  На сцене его самая известная роль в оригинальной постановке произведения Бертольта Брехта «Трёхгрошовая опера»  в 1928 году. Во время Третьего рейха он получил звание  «Государственного актёра» (Staatsschauspieler) в 1938 году, самое высокое звание, которое можно было присвоить сценическому артисту в нацистской Германии.
Кинематографическая карьера Понто началась только тогда, когда ему было уже за 50, но он стал известным актёром в немецком кино 1930-х и 1940-х годов, часто в эксцентричных или злобных ролях.

## Личная жизнь
В 1916 году он женился на Тони Крессе, у них было двое детей. Их дочь Ева (род. 1918) стала кинорежиссёром.  Она получила известность прежде всего благодаря производству сказочных фильмов на Schongerfilm.
Он умер в возрасте 72 лет после продолжительной раковой болезни. Эрих Понто был дядей генерального директора Dresdner Bank Юргена Понто, который был убит членами РАФ в 1977 году.

## Избранная фильмография
- 1936 — Заключительный аккорд
- 1941 — Я обвиняю — профессор Вертер
- 1949 — Третий человек — доктор Винкель
- 1957 — Помолвка в Цюрихе — в титрах не указан